# 经济植物学

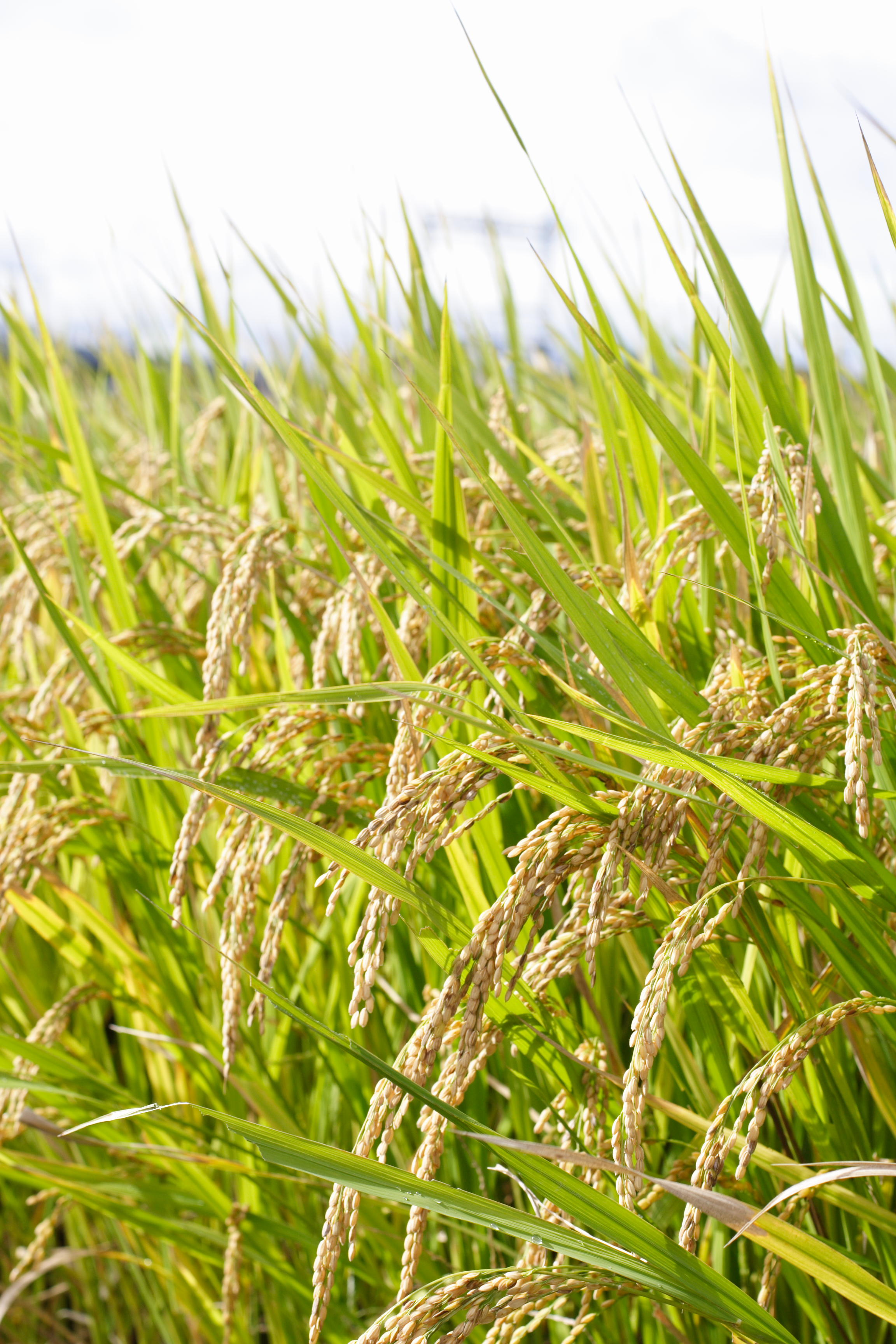
水稻

经济植物学指研究对植物的商业开发利用的学科。经济植物学对人类学、生物学、水土保持、植物学和其他科学领域有显著贡献。植物学与人类学之间的联系探讨了人类将植物作为食物、掩体、医药、纺织以及更多领域的利用。

## 经济植物学历史
植物学本身来源于医学和草药疗法的发展。因此，植物学出现时是经济且系统的。当植物成为有用的草药并且能够治病时，他们的经济价值也随之提高。最早的法令由宇宙学家查尔斯五世起草，委派探险家去：
确定大陆上存在什么食物，哪些能被利用，无论是果实还是种子，以及所有的香料、药物或诸如此类的线索。同时，查明这些树木、植物、草药和果实使用部分的再生时间，及本地人是否和我们一样将这些植物作为药品。
大刍草和水稻是两个改良植物以获得更好经济价值的典型例子。

### 大刍草
大刍草是玉蜀黍属（Zea）牧草。美洲土著人种植并选育了具有今天玉米特征（大穗，多排籽粒）的大刍草。最初選育出的玉蜀黍，穗軸非常短，且只有8排籽粒。现代玉米是经过上千代的选育得到的。现代玉米没有人工帮助不能繁殖；籽粒会牢固的附着在玉米芯上并腐烂，该现象表明这一物种并没有良好的适应力，但却有利于玉米的收获和运输。

### 水稻
水稻大约在5000年前于东南亚地区被首次驯化。水稻和美洲野生稻被认为在同一时期驯化的。水稻的变种适应了热带地区的气候，成为那里主要的谷物，但是水稻几乎能够在所有地方生长。矮小水稻变种的引进使一些国家水稻水稻生产自给自足。水稻适合高降雨量的国家种植。

## 经济上重要的食用植物
人类用做食物的植物具有高度的经济重要性。食用植物的研究一般包括植物可食用器官尺寸的增长问题，或扩展植物种植区域，而较少寻找新的农作物品种。这类研究结果常发表在《经济植物学》（Economic Botany）期刊上。新西兰植物和食品研究所（Plant & Food Research）还出版了关于品种培育和高品质生产的持续生产系统，以及设计和开发新的功能性食品的期刊。

### 弗罗里达柑橘
从19世纪开始，柑橘一直是弗罗里达主要的商业产品。弗罗里达柑橘产量占美国柑橘类总产量的70%。柑橘的颜色与成熟程度无关，但却严格用于销售分类。橙色只能在夜间温度低的地区产生。热带气候地区，种植者经常将水果暴露在乙烯中，加快叶绿素消耗，产生β-胡萝卜素（橙色）。

### 北美苹果
苹果并非原产于北美洲，但今天北美大陆却拥有世界上最丰富苹果多样性。这是由一位名为“Johnny Appleseed”的人造成的。他的真实姓名是约翰·查普曼（John Chapman）。查普曼用了48年的时间在北美西北部旅行，散发苹果种子并种植果树。尽管有上千种苹果品种，但美国超市中的苹果主要来源于其中三种：蛇果（Red Delicious）、金冠（Golden Delicious）和澳洲青苹（Granny Smith）。对于销售和苹果产业来说，蛇果是最理想的苹果。蛇果个大、深红，其一出现就立即得到了认可。

## 具经济价值的药用植物
美国的医学研究预算达到950亿美元。其中的一大部分用于研究植物和植物提取物。一些关键的医学发现是通过研究植物和植物化合物对人类的影响而获得。

### 麻黄碱
麻黄属植物是麻黄碱的天然来源，其为生物碱。事实上，麻黄碱是经济植物学在医药领域非常有趣的案例。虽然过去麻黄属植物被当做药用植物，但麻黄碱具有很强的毒性。因为这一事实，医学研究人员研究这种化合物，并设计出了伪麻黄碱。这就是在药店购买到的盐酸伪麻黄碱和其他消肿剂中的有效成分。麻黄碱在人体内产生类似肾上腺素的效应。最初是植物用来防止食草动物啃食的策略。

### 紫锥花
许多草药来源于紫锥花属，紫锥花属支撑着一个相当大的产业。许多人服用紫锥花属用以治疗感冒和流行性感冒，但是研究表明紫锥花属植物对这些病毒具有混合功效。然而，相同的研究却发现这种植物可能对治疗上呼吸道感染有效。美国补充替代医学国家中心（NCCAM）正在研究用紫锥花属治疗上呼吸道感染以及其对免疫系统的影响。

## 观赏植物
观赏植物在许多商店中随处可见，许多人家中至少有一种。然而，观赏植物并不限于室内盆栽植物，园林绿化大量使用观赏植物，通常成本不低。树木、灌木、花卉和青草，所有的这些植物由专业种植机构定期完成，这一过程产生巨大的经济效应。